# Rhadinopsylla caiae
Rhadinopsylla caiae är en loppart som beskrevs av Zheng et Wu 1997. Rhadinopsylla caiae ingår i släktet Rhadinopsylla och familjen mullvadsloppor. Inga underarter finns listade i Catalogue of Life.